# Johannes Molanus (Theologe)

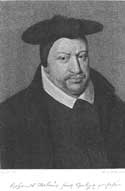
Porträt von Molanus, zerstört 1915.

Johannes Molanus (auch bekannt als Jan Vermeulen, Jan van der Meulen oder Jean Molano) (* 1533 in Lille; † 1585 in Leuven) war ein bedeutender flämischer Theologe der Gegenreformation.

## Biografie
Johannes Molanus wurde 1533 in Lille in der Grafschaft Flandern geboren, die von 1477 bis 1668 zum habsburgischen Herrschaftsbereich gehörte. Der ab 1542 aufkommende Calvinismus bewog ihn, Priester der römisch-katholischen Kirche zu werden.
Danach entwickelte er sich zu einem bedeutenden Vertreter der Gegenreformation, er wurde Professor der Theologie an der Universität von Löwen, deren Rektor er ab 1578 wurde. Zuletzt war er Kanoniker der Kirche St. Peter in Leuven, wo er 1585 verstarb.

## Werk
Neben vielen anderen Themen widmete er sich dem Inhalt religiöser Bilder, dazu vertrat er in seinem 1570 erschienenen Werk „De Picturis et Imaginibus Sacris, pro vero earum usu contra abusus“ eine sehr strenge Auffassung.
Fünf neue und erweiterte Auflagen dieses Werkes erschienen zwischen 1570 und 1771, sowie eine Übersetzung in modernes Französisch, zuletzt 1996 veröffentlicht.
Des Weiteren war er der Herausgeber eines Buches über das Werk des heiligen Augustinus von Hippo (Antwerpen, 1566–1577) und schrieb über die Geschichte von Leuven.

## Sein Verständnis der Kunst
Johannes Molanus ist bei Kunsthistorikern hauptsächlich bekannt als eine der ersten Autoritäten, die die noch recht vage gehaltenen Beschlüsse des Konzils von Trient zu religiösen Bildern aus dem Jahr 1563 in minutiös detaillierte Anweisungen für Künstler umsetzte, welche dann weitläufig in den katholischen Ländern zur Anwendung kamen.
Seine Ansichten über die älteren, im Original byzantinischen traditionellen Darstellungen der Geburt Jesu waren typisch:
The Virgin is shown pale with pains, the midwives prepare a small (narcotic) drought for the childbirth. Why this? Is it because the Virgin Mary would have held back from any pain of childbirth, when in fact she brought forth her divine son without pain? And what pertains to the midwives who are mentioned in the apocryphal Book of the Infancy? Jerome says: There was no midwife! No obtrusiveness of women intervened! She, the Virgin, was both mother and midwife! I saw in not a few places the picture of the blessed Virgin lying on a bed, depicting childbirth, and she was suffering pains from this birth, but that is not true. How stupid! Those artists ought to be laughed at who paint Mary in the very act of childbirth pains, accompanied with pain, midwife, bed, little knives (to cut the umbilical cord), with hot compresses, and many other appurtenances. . . . Rather, those pictures should be promoted which show the birth of Christ in which the Blessed Virgin Mary with arms folded and on bended knee before her little son, as though he was just now brought forth into the light.
Aus ähnlichen Gründen lehnte er die traditionelle Darstellung des Marientodes im Kreise der Apostel ab, die Darstellung ihrer Ohnmacht bei der Kreuzigung Christi, sowie die Christus anflehende Haltung während des „Jüngsten Gerichtes“. Seiner Meinung nach werde sie eher mit strenger Miene neben Christus sitzen:
Many painters show Mary and John the Baptist kneeling beside Our lord at the Last Judgment...But we may not think that at that day the Virgin Mary will kneel for us before the Judge, baring her breast to intercede for sinners. Nor may we think that John the Baptist will fall upon his knees to beg mercy for mankind in the way the painters show. Rather, the blessed Virgin and St. John shall sit beside the supreme Judge as assessors. The mercy which is extended now will have no place then. There will only be strict justice at that day.
Auch war es verpönt, den heiligen Christophorus als Christus tragenden Riesen oder als Schutzpatron der Reisenden darzustellen, ebenso den heiligen Georg den Drachen bekämpfend, die Verwandtschaft Christi, die so genannte „Heilige Sippe“, die Einhornjagd im Paradiesgarten und viele andere Darstellungen, die nicht auf verlässliche Quellen zurückzuführen sind.
Die „Goldene Legende“, die über Jahrhunderte Inspiration für unzählige Künstler gewesen war, war seines Erachtens nicht glaubwürdig. Während er ältere Darstellungen ohne explizite schriftliche Vorlage verriss, zögerte er nicht, selber neue Darstellungen nach seiner eigenen Interpretation zu schaffen.
Nacktheit, selbst wenn es um den neugeborenen Jesus ging, musste so weit wie möglich vermieden werden. War dies nicht möglich, so mussten zumindest die Genitalien unter Stoffstreifen verborgen werden.
Der heilige Josef sollte nicht als die alte, halbwegs komische Figur des Mittelalters dargestellt werden, sondern als junger und kräftiger Mann, der der heiligen Familie Schutz gewährt. Maria Magdalena schließlich sollte nicht als herausgeputzte Prostituierte gezeigt werden, generell sollten alle Kleider schlicht gehalten bleiben.